# Jamy Franco
Jamy Amarilis Franco Núñez (n. Santa Rosa de Lima, Santa Rosa, Guatemala, 1 de julio de 1991) es una atleta guatemalteca de marcha atlética. En su carrera deportiva ostenta un título  panamericano en la especialidad de 20 km.

## Trayectoria
A la edad de catorce años, Franco obtuvo su primera victoria a nivel internacional en el Campeonato Panamericano Júnior de Atletismo de 2005 en Windsor, Canadá, con un tiempo de 49:36,25 en los 10.000 m; y a los  dieciséis representó a Guatemala en el Campeonato Mundial Juvenil de 2007 en Ostrava, República Checa, en la modalidad de los 5000 m, y logró un decimoprimer puesto con una marca de 23:47,40.
El año 2011, a los diecinueve años de edad, debutó en la Copa Panamericana de Marcha en Envigado, Colombia, en la especialidad de los 20 km y se adjudicó el primer lugar con un tiempo de 1:36:04, siendo la primera ocasión que una atleta de su nacionalidad lograba ese triunfo. Para el mes de junio del mismo año, tomó parte del Grad Prix de Dublín en los 20 km donde se ubicó en el tercer puesto con un tiempo de 1:32:48, lo que le aseguró su participación en los Juegos Olímpicos de Londres 2012.
Posteriormente, en  Daegu, Corea del Sur, tuvo su primera participación en un Campeonato Mundial de Atletismo, y  llegó en la décima novena posición con un registro de 1:34:35, el mejor para una atleta del continente americano.
En el mes de octubre asistió a los Juegos Panamericanos de Guadalajara, y fue parte de un histórico triunfo para Guatemala, ya que se alzó con la medalla de oro con un récord panamericano de 1:32:38, mientras que su escolta fue su compatriota Mirna Ortiz; en tanto, en la rama masculina, también en la modalidad de 20 km marcha, Erick Barrondo se colgó otra medalla de oro para el país centroamericano.
En 2012 asistió a su primera cita olímpica en Londres, y se ubicó en la posición 31 con un registro de 1:33:18.
A partir de entonces sus participaciones en los eventos deportivos han sido irregulares, entre la falta de apoyo económico, problemas de salud, y la pérdida de un recién nacido —aunque logró dar a luz a un niño posteriormente—. Su situación personal incluso la obligó a poner en subasta su medalla de oro de los Juegos Panamericanos, de lo cual desistió gracias a una ayuda monetaria de última hora.
Su madre, Evelyn Núñez, también es una exatleta de marcha atlética, y uno de sus entrenadores ha sido el cubano-salvadoreño Rigoberto Medina.

## Marcas personales
| Representando Guatemala | Representando Guatemala | Representando Guatemala        | Representando Guatemala | Representando Guatemala |
| Año                     | Competición             | Lugar                          | Resultado               | Distancia               |
| ----------------------- | ----------------------- | ------------------------------ | ----------------------- | ----------------------- |
| 2007                    |                         |                                | 23:31                   | 5 km                    |
| 2009                    |                         | Ciudad de Guatemala, Guatemala | 49:53                   | 10 km                   |
| 2011                    |                         | Guadalajara México             | 1h:32:38                | 20 km                   |